# Opat primas
Opat primas je vrcholný představitel církevního řádu nebo klášterní kongregace (sdružení více samostatných klášterů jednoho řádu), který reprezentuje dotyčný řád či kongregaci ve vztahu ke Svatému stolci. Na rozdíl od generálního představeného, který je hlavou jiných řádů a kongregací, však nemá žádnou přímou pravomoc nad jednotlivými kláštery. Svého opata primase mají benediktini (benediktinská konfederace) a augustiniáni kanovníci.

## Opat primas benediktinské konfederace

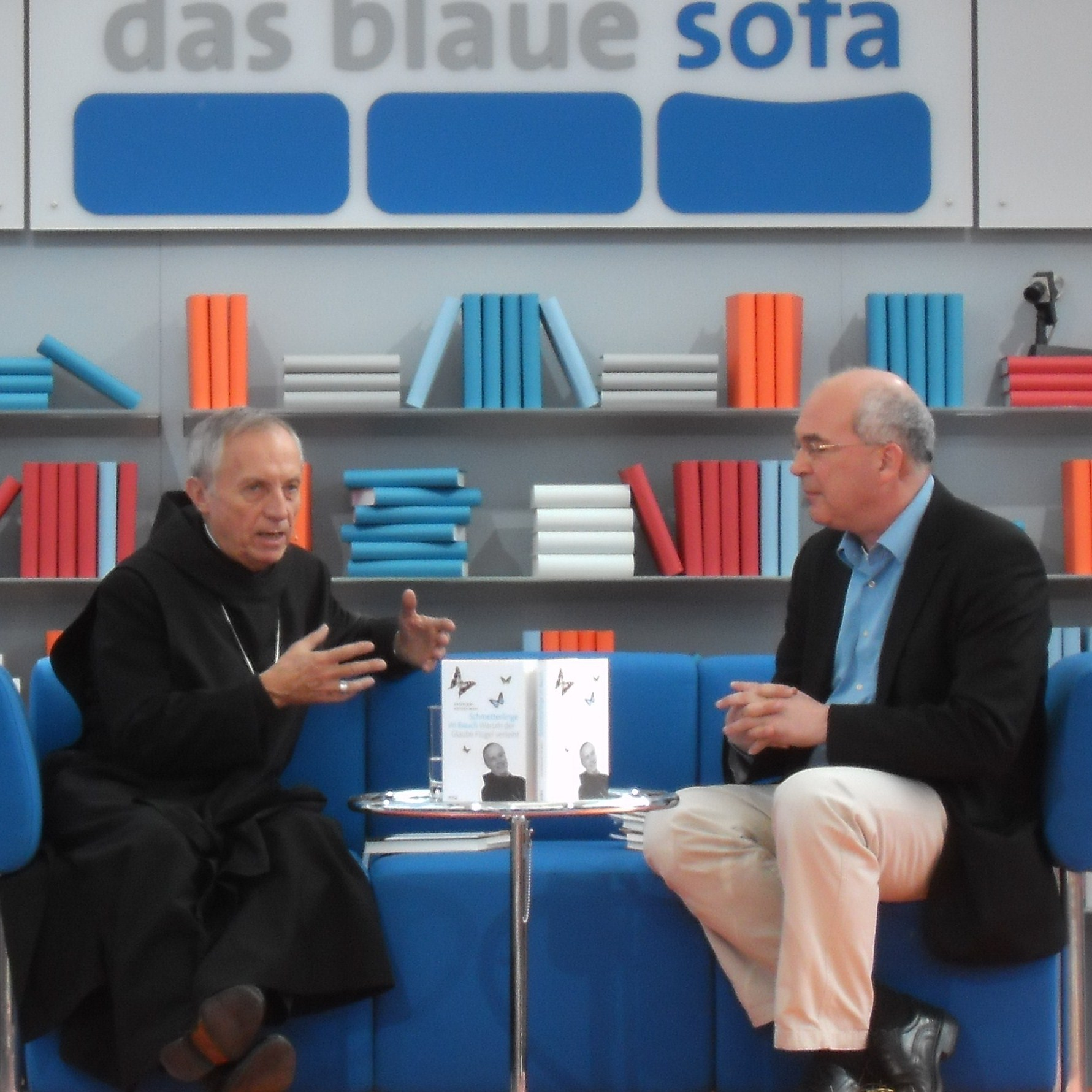
Notker Wolf (vlevo sedící)

Je volen na čtyřleté funkční období kongresem (shromážděním) benediktinských opatů a sídlí v Římě v benediktinské koleji sv. Anselma.

### Seznam benediktinských opatů primasů
1. Hildebrand de Hemptinne (1893–1913)
2. Fidelis von Stotzingen (1913–1947)
3. Bernard Kälin (1947–1959)
4. Benno Gut (1959–1967)
5. Rembert Weakland (1967–1977)
6. Viktor Josef Dammertz (1977–1992)
7. Jerome Theisen (1992–1995) (zemřel v úřadě), Francis Rossiter (pro-primas, ad interim) (1995–1996)
8. Marcel Rooney (1996–2000)
9. Notker Wolf (2000–2016)
10. Gregory Polan (2016–2024)
11. Jeremias Schröder (od 2024)